# Langhörniger Raubplattkäfer
| Abb. 1: Kopf und Halsschild Weibchen, Oberkiefer ohne Horn Abb. 2: Unterseite | Abb. 3: Kopf eines Männchens aus Reitter, Fauna Germanica Abb. 4: Ausschnitt Flügeldecke im Bereich des Hinterbeins A Flügeldeckennaht B Schulterrippe C Hinterschiene | Abb. 5: Paarung, Männchen links Abb. 6: nach Reitter A Puppe B Larve Abb. 7: Mundwerkzeuge nach Reitter A Oberlippe B Oberkiefer(Männchen) C Unterlippe mit Lippentaster D Unterkiefer mit Kiefertaster |

Der Langhörnige Raubplattkäfer, auch Langhörniger Rindenplattkäfer und veraltet Langhörniger Plattkäfer (Uleiota planata), ist ein Käfer aus der Familie der Raubplattkäfer. Der Namensteil „langhörnig“ bezieht sich auf die langen Fühler, die früher Hörner genannt wurden. Die Diskrepanz zwischen Plattkäfer und Raubplattkäfer erklärt sich dadurch, dass Uleiota planata früher der Familie Plattkäfer (Cucujidae) zugeordnet wurde, heute jedoch in die neue Familie Raubplattkäfer (Silvanidae) eingeordnet wird. Der wissenschaftliche Gattungsname „Uleiota“  bedeutet altgr.:,ὑλειώτης, hyleiōtes, „der im Walde Lebende“. Das Artepitheton „planata“ spielt auf die flache Form der Käfers an (lat. planatus „abgeplattet“). Der weit verbreitete Käfer lebt unter sich ablösender Rinde verschiedener Laub- und Nadelbäume.

## Merkmale des Käfers
Der Käfer hat einen sehr flachen, langgestreckten, schwarzbraunen Körper mit rauer Oberfläche. Junge Exemplare können hell ockergelb sein. Die Länge liegt ziemlich konstant bei fünf Millimeter.
Die Mundwerkzeuge zeigen nach vorn. Die Oberlippe ist vorn abgerundet und fein bewimpert (Abb. 7 A). Die Oberkiefer enden zweizähnig, der Innenrand ist häutig gesäumt und die Basis besitzt eine fein geriefte Mahlfläche. Bei den Männchen tragen die Oberkiefer ein nach oben und vorn gebogenes Horn (Abb. 7 B, Horn links, und Abb. 3). Die Kiefertaster sind viergliedrig und das Endglied allmählich zugespitzt (Abb. 7 D rechts). Das Endglied der dreigliedrigen Lippentaster ist gegen die Spitze schräg abgeschnitten (Abb. 7 C rechts).
Die elfgliedrigen fadenförmigen Fühler sind auffallend lang und behaart. Sie sind etwa körperlang. Das erste Glied ist lang und kräftig, das zweite klein und zierlich, die folgenden schlank und alle gleich dick und etwa gleich lang (Glied 1 bis 3 in Abb. 1).
Der Halsschild ist breiter als lang, vorn breiter als der Kopf und zur Basis hin verschmälert er sich stetig. Seitlich ist er fein gezähnt, die Vorderwinkel sind in einen zwei- bis dreifach gezähnten Lappen ausgezogen (Abb. 1).
Die Flügeldecken sind parallel. An den Schultern entspringen je eine Rippe mit scharfem Grat (Abb. 4 B), die parallel zum Rand verläuft und erst kurz vor der Flügelspitze erlischt. Zwischen dieser Rippe und einer flachen Rippe parallel zur Naht sind die Flügeldecken leicht niedergedrückt und seicht gestreift, die Streifen punktiert und mit Borstenhaaren versehen (Abb. 4).
Die Tarsen sind alle fünfgliedrig, allerdings ist das vierte Glied sehr klein und kann leicht übersehen werden. Das Klauenglied ist groß, etwa so lang wie die restlichen Tarsenglieder zusammen. Die Beine sind blassgelb, die Art hieß deswegen zeitweise auch Uleiota flavipes (lat. flavipes „hellbeinig“). Die Vorder- und Mittelhüften sind voneinander entfernt, klein und kugelig (Abb. 2). Am Hinterleib sind fünf etwa gleich lange Segmente erkennbar, die nicht miteinander verwachsen sind.

## Biologie
Larven (Abb. 6 B) und Imagines leben unter der Rinde von vielen Laubbaumarten und einigen Nadelbäumen, insbesondere Kiefern. Man trifft die adulten Tiere in der Regel in Gruppen an. Imagines kann man jedoch auch auf der Rinde finden.
Die Larven ernähren sich von Pflanzensäften und Exkrementen anderer unter der Rinde lebenden Insekten, die Imagines jagen unter loser Rinde Insekten und verzehren auch Pilze.
Bei einer Untersuchung an Buchen wurde festgestellt, dass die Häufigkeit der Art in Abhängigkeit vom Zersetzungszustand des Holzes im Vergleich mit Arten des gleichen Lebensraums sehr konstant ist. Die Larven sind im Vergleich von Arten mit gleichem Lebensraum relativ hitzebeständig, sie überlebten im Versuch einen dreistündigen Aufenthalt bei 10 Prozent Luftfeuchtigkeit und 54 Grad Celsius.
Bei der Paarungsstellung bilden die Körper einen Winkel von 180°, und die Hinterleibsenden berühren sich (Abb. 5).

## Verbreitung
Wegen seiner Lebensweise kann der Käfer leicht verschleppt werden. Heimisch ist die Art von England über Südskandinavien bis zum Kaukasus und Iran sowie in den mediterranen Ländern Spanien, Griechenland und Italien, außerdem in Portugal. Er fehlt auf Sizilien und Kreta.